# Wald- und Kleingewässerlandschaft Dambecker Seen und Buchholz
Wald- und Kleingewässerlandschaft Dambecker Seen und Buchholz este o arie protejată (arie specială de conservare — SAC, sit de importanță comunitară — SCI) din Germania întinsă pe o suprafață de 1.354 ha, integral pe uscat.

## Localizare
Centrul sitului Wald- und Kleingewässerlandschaft Dambecker Seen und Buchholz este situat la coordonatele 53°46′13″N 11°21′30″E / 53.7703°N 11.3583°E.

## Înființare
Situl Wald- und Kleingewässerlandschaft Dambecker Seen und Buchholz a fost declarat sit de importanță comunitară în aprilie 1998 pentru a proteja 5 specii de animale. Situl a fost protejat și ca arie specială de conservare în august 2016.

## Biodiversitate
Situată în ecoregiunea continentală, aria protejată conține 8 habitate naturale: Ape puternic oligomezotrofe cu vegetație bentonică cu Chara spp., Lacuri eutrofice naturale cu vegetație de tip Magnopotamion sau Hydrocharition, Lacuri și iazuri distrofice naturale, Pajiști cu Molinia pe soluri calcaroase, turboase sau argilos-nămoloase (Molinion caeruleae), Fânețe de joasă altitudine (Alopecurus pratensis, Sanguisorba officinalis), Mlaștini turboase de tranziție și turbării mișcătoare, Păduri de fag Asperulo-Fagetum, Mlaștini împădurite.
La baza desemnării sitului se află mai multe specii protejate:
- amfibieni (2): buhai de baltă cu burta roșie (Bombina bombina), triton cu creastă (Triturus cristatus)
- mamifere (1): vidră de râu (Lutra lutra)
- nevertebrate (2): libelule (Leucorrhinia pectoralis), Vertigo moulinsiana